# Ainó
Az Ainó finn eredetű női név, jelentése: egyetlen, egyedüli. 1849-ben jelent meg először, a Kalevala új kiadásában. Valószínűleg Elias Lönnrotnak, a Kalevala összeállítójának az alkotása, mivel az eposzban szereplő alak korábban csak az ainoa tyttö körülírással volt megnevezve, aminek a jelentése egyedüli lány.

## Rokon nevek
Ajnó

## Gyakorisága
Az újszülötteknek adott nevek körében az 1990-es években szórványosan fordult elő. A 2000-es és a 2010-es években sem szerepelt a 100 leggyakrabban adott női név között.
A teljes népességre vonatkozóan az Ainó sem a 2000-es, sem a 2010-es években nem szerepelt a 100 leggyakrabban viselt női név között.

## Névnapok
május 10.

## Híres Ainók
- Aino Aalto, finn építész és dizájner